# Nonionina
Nonionina es un género de foraminífero bentónico de la subfamilia Nonioninae, de la familia Nonionidae, de la superfamilia Nonionoidea, del suborden Rotaliina y del orden Rotaliida. Su especie tipo es Nautilus asterizans. Su rango cronoestratigráfico abarca desde el Jurásico hasta la Actualidad.

## Clasificación
Se han descrito numerosas especies de Nonionina. Entre las especies más interesantes o más conocidas destacan:
- Nonionina asterizans

Un listado completo de las especies descritas en el género Nonionina puede verse en el siguiente anexo.
En Nonionina se ha considerado el siguiente subgénero:
- Nonionina (Nonion), aceptado como género Nonion